# Ciao! MUSICA
『Ciao! MUSICA』（チャオ ムジカ、略称：Ciao!）は、FM802で2013年4月5日から2018年3月30日まで放送されていたラジオ番組である。

## 概要
イタリア生まれ、翻訳家でもある802のDJ・野村雅夫による6時間番組である。洋・邦楽などの音楽のみならず、京都にまつわるコーナー、最新サッカー情報や最新映画の短評などのコーナーがあった。
2018年3月で終了。後続番組は『FRIDAY Cruisin' Map!!』。なお、野村は4月から月～木曜日放送の『Ciao Amici!』を担当することになった。

## 放送時間
- 毎週金曜 12:00 - 18:00（JST）

16:00 - 16:30はJ-WAVE制作の『TOYOTA DRIVE IN JAPAN』を挟む。

## DJ
- 野村雅夫

2017年3月3日は、野村がインフルエンザのために休演し、急遽西田新がピンチヒッターを務めた。

## 出演
- 西川大介

「M2 PLANT FRIDAY FOOTBALL STADIUM」のコーナーに出演。

## タイムテーブル
12:35 - 12:55：マールブランシュ JOYFUL BATON
京都をキーワードにアーティストにバトンを繋いでいく。
2018年4月以降は『On-air with TACTY IN THE MORNING』の水曜10:00 - 10:20に放送。
13:20 - 13:40：海の京都 Gran Turismo
海のエリア京都を野村が紹介。天橋立、舞鶴、福知山、丹波エリアの観光スポットやグルメを紹介する。
14:35 - 14:45：M2 PLANT FRIDAY FOOTBALL STADIUM
西川がスタジアムDJとして最新サッカー情報を伝える。
15:00 - 15:10：109シネマズ FRIDAY NEW CINEMA CLUB
野村が最新映画を紹介し、短評を行う。
16:00 - 16:30：TOYOTA DRIVE IN JAPAN
J-WAVE制作の番組をネット。
17:00 - 17:53：アフター5リクエスト
夕方に聴きたい曲をリスナーから募る。